# Agencia Federal de Energía Atómica (Rusia)
El Ministerio de Energía Atómica de la Federación Rusa y la Agencia Federal de Energía Atómica (o Rosatom), fueron un organismo ejecutivo federal ruso entre 1992 y 2008 (como Ministerio Federal entre 1992 y 2004 y como Agencia Federal entre 2004 y 2008).
El Ministerio de Energía Atómica de la Federación Rusa (en ruso: Министерство по атомной энергии Российской Федерации), o MinAtom (МинАтом), fue establecido el 29 de enero de 1992 como sucesor del Ministerio de Ingeniería e Industria Nuclear de la URSS.
El 9 de marzo de 2004 se reorganizó como Agencia Federal de Energía Atómica.
De acuerdo con la ley adoptada por la Asamblea Federal de Rusia en noviembre de 2007 y firmada por el presidente Vladímir Putin a principios de diciembre, la agencia se transformó en una corporación estatal rusa, la Corporación Estatal de Energía Atómica Rosatom.

## Jefes
- Víktor Mijáilov (1992-1998)
- Yevgeny Adamov (1998-2001)
- Alexander Rumyantsev (ministro) (2001-2005)
- Serguéi Kiriyenko (2005-2007)